# هاروتیون هاروتیونیان (مترجم)
هاروتیون خاچاطوری هاروتیونیان (ارمنی: Հարություն Խաչատուրի Հարությունյան؛  زادهٔ ۲۷ دسامبر ۱۸۹۶ - درگذشته ۳۰ مارس ۱۹۷۴) مترجم اهل ارمنستان بود.

## زندگی‌نامه
وی در ۲۷ دسامبر ۱۸۹۶ در تاووش به دنیا آمد و از مدرسه نرسیسیان و دانشگاه دولتی ایروان فارغ‌التحصیل گشت. عضو اتحادیه نویسندگان اتحاد شوروی بود. همچنین برندهٔ جوایزی همچون چهره فرهنگی شایسته ارمنستان شوروی شده‌است. وی در ۳۰ مارس ۱۹۷۴ در سن ۷۷ سالگی در ایروان درگذشت و در آرامستان نوباراشن به خاک سپرده شد.

## یادداشت
1. ↑  Նուբարաշենի գերեզմանատուն